# Кубок европейских чемпионов 1967/1968
Кубок европейских чемпионов 1967/68 (англ. 1967–68 European Cup) стал 13-м розыгрышем Кубка европейских чемпионов, главного кубкового турнира Европы. Победу в турнире впервые одержал «Манчестер Юнайтед», обыгравший в финале «Бенфику». Это была первая победа английской команды в Кубке европейских чемпионов. «Манчестер Юнайтед» сумел выиграть турнир спустя десять лет после мюнхенской авиакатастрофы, в которой погибли 8 игроков «Манчестер Юнайтед», а их тренер Мэтт Басби был в шаге от смерти.

## Первый раунд
| Команда 1           | Итог    | Команда 2      | 1-й матч | 2-й матч       |
| ------------------- | ------- | -------------- | -------- | -------------- |
| Олимпиакос Никосия  | 3:5     | Сараево        | 2:2      | 1:3            |
| Манчестер Юнайтед   | 4:0     | Хибернианс     | 4:0      | 0:0            |
| Селтик              | 2:3     | Динамо Киев    | 1:2      | 1:1            |
| Гурник Забже        | 4:0     | Юргорден       | 3:0      | 1:0            |
| Базель              | 4:5     | Видовре        | 1:2      | 3:3            |
| Аякс                | 2:3     | Реал Мадрид    | 1:1      | 1:2 (доп. вр.) |
| Шейд                | 1:2     | Спарта Прага   | 0:1      | 1:1            |
| Карл-Маркс-Штадт    | 2:5     | Андерлехт      | 1:3      | 1:2            |
| Дандолк             | 1:9     | Вашаш          | 0:1      | 1:8            |
| Валюр               | 4:4 (в) | Женесс         | 1:1      | 3:3            |
| Гленторан           | 1:1 (в) | Бенфика        | 1:1      | 0:0            |
| Сент-Этьен          | 5:0     | КуПС           | 2:0      | 3:0            |
| Бешикташ            | 0:4     | Рапид Вена     | 0:1      | 0:3            |
| Айнтрахт Брауншвейг | сл.     | Динамо Тирана  |          |                |
| Олимпиакос          | 0:2     | Ювентус        | 0:0      | 0:2            |
| Ботев Пловдив       | 2:3     | Рапид Бухарест | 2:0      | 0:3 (доп. вр.) |

### Первые матчи
| Олимпиакос Никосия             | 2:2     | Сараево       |
| ------------------------------ | ------- | ------------- |
| Кеттенис 1′ · Тешан 43′ (авт.) | (отчёт) | Антич 50′ 58′ |

| Манчестер Юнайтед            | 4:0     | Хибернианс |
| ---------------------------- | ------- | ---------- |
| Сэдлер 12′ 58′ · Лоу 43′ 62′ | (отчёт) |            |

| Селтик      | 1:2     | Динамо Киев            |
| ----------- | ------- | ---------------------- |
| Леннокс 62′ | (отчёт) | Пузач 4′ · Бышовец 29′ |

| Гурник Забже                     | 3:0     | Юргорден |
| -------------------------------- | ------- | -------- |
| Любаньский 41′ 86′ · Лентнер 88′ | (отчёт) |          |

| Базель     | 1:2     | Видовре                   |
| ---------- | ------- | ------------------------- |
| Хаузер 17′ | (отчёт) | Ларсен 58′ · Сёренсен 80′ |

| Аякс      | 1:1     | Реал Мадрид |
| --------- | ------- | ----------- |
| Кройф 17′ | (отчёт) | Пирри 35′   |

| Шейд | 0:1     | Спарта Прага |
| ---- | ------- | ------------ |
|      | (отчёт) | Мраз 7′      |

| Карл-Маркс-Штадт | 1:3     | Андерлехт                     |
| ---------------- | ------- | ----------------------------- |
| Штайнманн 41′    | (отчёт) | Мёлдер 3′ 35′ · ван Химст 38′ |

| Дандолк | 0:1     | Вашаш      |
| ------- | ------- | ---------- |
|         | (отчёт) | Коршош 67′ |

| Валюр          | 1:1     | Женесс        |
| -------------- | ------- | ------------- |
| Гуннарссон 38′ | (отчёт) | Ди Женова 25′ |

| Гленторан          | 1:1     | Бенфика     |
| ------------------ | ------- | ----------- |
| Колрейн 10′ (пен.) | (отчёт) | Эйсебио 86′ |

| Сент-Этьен           | 2:0     | КуПС |
| -------------------- | ------- | ---- |
| Эрбен 43′ · Жаке 47′ | (отчёт) |      |

| Бешикташ | 0:1     | Рапид Вена  |
| -------- | ------- | ----------- |
|          | (отчёт) | Флёгель 22′ |

| Олимпиакос | 0:0     | Ювентус |
| ---------- | ------- | ------- |
|            | (отчёт) |         |

| Ботев Пловдив                      | 2:0     | Рапид Бухарест |
| ---------------------------------- | ------- | -------------- |
| Дерменджиев 53′ (пен.) · Попов 70′ | (отчёт) |                |

### Ответные матчи
| Сараево                     | 3:1     | Олимпиакос Никосия |
| --------------------------- | ------- | ------------------ |
| Антич 33′ · Шилькут 83′ 84′ | (отчёт) | Кеттенис 79′       |

«Сараево» выиграл со счётом 5:3 по сумме двух матчей.
| Хибернианс | 0:0     | Манчестер Юнайтед |
| ---------- | ------- | ----------------- |
|            | (отчёт) |                   |

«Манчестер Юнайтед» выиграл со счётом 4:0 по сумме двух матчей.
| Динамо Киев | 1:1     | Селтик      |
| ----------- | ------- | ----------- |
| Бышовец 89′ | (отчёт) | Леннокс 67′ |

«Динамо Киев» выиграл со счётом 3:2 по сумме двух матчей.
| Юргорден | 0:1     | Гурник Забже |
| -------- | ------- | ------------ |
|          | (отчёт) | Мусялек 35′  |

«Гурник Забже» выиграл со счётом 4:0 по сумме двух матчей.
| Видовре                               | 3:3     | Базель                                |
| ------------------------------------- | ------- | ------------------------------------- |
| Хансен 18′ · Сёренсен 39′ · Олсен 58′ | (отчёт) | Хаузер 2′ · Бентхаус 78′ · Венгер 85′ |

«Видовре» выиграл со счётом 5:4 по сумме двух матчей.
| Реал Мадрид            | 2:1 (доп. вр.) | Аякс     |
| ---------------------- | -------------- | -------- |
| Хенто 58′ · Велосо 99′ | (отчёт)        | Грот 69′ |

«Реал Мадрид» выиграл со счётом 3:2 по сумме двух матчей.
| Спарта Прага | 1:1     | Шейд       |
| ------------ | ------- | ---------- |
| Мраз 58′     | (отчёт) | Шёберг 38′ |

«Спарта Прага» выиграла со счётом 2:1 по сумме двух матчей.
| Андерлехт                    | 2:1     | Карл-Маркс-Штадт |
| ---------------------------- | ------- | ---------------- |
| Берголтз 33′ · ван Химст 38′ | (отчёт) | Шустер 11′       |

«Андерлехт» выиграл со счётом 5:2 по сумме двух матчей.
| Вашаш                                                             | 8:1     | Дандолк  |
| ----------------------------------------------------------------- | ------- | -------- |
| Видач 10′ 87′ · Фаркаш 32′ 35′ 72′ · Коршош 43′ 85′ · Мольнар 68′ | (отчёт) | Хейл 25′ |

«Вашаш» выиграл со счётом 9:1 по сумме двух матчей.
| Женесс                                  | 3:3     | Валюр                            |
| --------------------------------------- | ------- | -------------------------------- |
| Гнатов 56′ · Ди Женова 86′ · Лангер 89′ | (отчёт) | Йонссон 10′ · Гуннарссон 36′ 60′ |

Ничья 4:4 по сумме двух матчей. В следующий раунд по правилу выездного гола прошёл «Валюр».
| Бенфика | 0:0     | Гленторан |
| ------- | ------- | --------- |
|         | (отчёт) |           |

Ничья 1:1 по сумме двух матчей. В следующий раунд по правилу выездного гола прошла «Бенфика».
| КуПС | 0:3     | Сент-Этьен                                 |
| ---- | ------- | ------------------------------------------ |
|      | (отчёт) | Эрбен 5′ · Боскье 25′ · Ревелли 84′ (пен.) |

«Сент-Этьен» выиграл со счётом 5:0 по сумме двух матчей.
| Рапид Вена                            | 3:0     | Бешикташ |
| ------------------------------------- | ------- | -------- |
| Зайтль 9′ · Граусам 43′ · Флёгель 75′ | (отчёт) |          |

«Рапид Вена» выиграл со счётом 4:0 по сумме двух матчей.
| Ювентус                     | 2:0     | Олимпиакос |
| --------------------------- | ------- | ---------- |
| Дзигони 12′ · Меникелли 49′ | (отчёт) |            |

«Ювентус» выиграл со счётом 2:0 по сумме двух матчей.
| Рапид Бухарест                  | 3:0 (доп. вр.) | Ботев Пловдив |
| ------------------------------- | -------------- | ------------- |
| Кодреану 25′ 70′ · Ионеску 108′ | (отчёт)        |               |

«Рапид Бухарест» выиграл со счётом 3:2 по сумме двух матчей.

## Второй раунд
| Команда 1    | Итог | Команда 2           | 1-й матч | 2-й матч |
| ------------ | ---- | ------------------- | -------- | -------- |
| Сараево      | 1:2  | Манчестер Юнайтед   | 0:0      | 1:2      |
| Динамо Киев  | 2:3  | Гурник Забже        | 1:2      | 1:1      |
| Видовре      | 3:6  | Реал Мадрид         | 2:2      | 1:4      |
| Спарта Прага | 6:5  | Андерлехт           | 3:2      | 3:3      |
| Вашаш        | 11:1 | Валюр               | 6:0      | 5:1      |
| Бенфика      | 2:1  | Сент-Этьен          | 2:0      | 0:1      |
| Рапид Вена   | 1:2  | Айнтрахт Брауншвейг | 1:0      | 0:2      |
| Ювентус      | 1:0  | Рапид Бухарест      | 1:0      | 0:0      |

### Первые матчи
| Сараево | 0:0     | Манчестер Юнайтед |
| ------- | ------- | ----------------- |
|         | (отчёт) |                   |

| Динамо Киев     | 1:2     | Гурник Забже                  |
| --------------- | ------- | ----------------------------- |
| Олек 12′ (авт.) | (отчёт) | Шолтысик 15′ · Любаньский 61′ |

| Видовре                   | 2:2     | Реал Мадрид           |
| ------------------------- | ------- | --------------------- |
| Хансен 25′ · Петерсен 71′ | (отчёт) | Хенто 35′ · Пирри 47′ |

| Спарта Прага             | 3:2     | Андерлехт                  |
| ------------------------ | ------- | -------------------------- |
| Машек 25′ 32′ (пен.) 62′ | (отчёт) | Журион 35′ · ван Химст 55′ |

| Вашаш                                                          | 6:0     | Валюр |
| -------------------------------------------------------------- | ------- | ----- |
| Бергссон 5′ (авт.) · Паль 14′ · Радич 37′ 44′ 50′ · Пушкаш 47′ | (отчёт) |       |

| Бенфика                               | 2:0     | Сент-Этьен |
| ------------------------------------- | ------- | ---------- |
| Жозе Аугушту 28′ · Эйсебио 59′ (пен.) | (отчёт) |            |

| Рапид Вена | 1:0     | Айнтрахт Брауншвейг |
| ---------- | ------- | ------------------- |
| Хазил 54′  | (отчёт) |                     |

| Ювентус       | 1:0     | Рапид Бухарест |
| ------------- | ------- | -------------- |
| Магнуссон 57′ | (отчёт) |                |

### Ответные матчи
| Манчестер Юнайтед    | 2:1     | Сараево     |
| -------------------- | ------- | ----------- |
| Астон 10′ · Бест 63′ | (отчёт) | Делалич 87′ |

«Манчестер Юнайтед» одержал победу со счётом 2:1 по сумме двух матчей.
| Гурник Забже | 1:1     | Динамо Киев  |
| ------------ | ------- | ------------ |
| Шолтысик 43′ | (отчёт) | Турянчик 37′ |

«Гурник Забже» одержал победу со счётом 3:2 по сумме двух матчей.
| Реал Мадрид                               | 4:1     | Видовре      |
| ----------------------------------------- | ------- | ------------ |
| Веласкес 16′ · Гроссо 19′ 30′ · Хенто 75′ | (отчёт) | Петерсен 28′ |

«Реал Мадрид» одержал победу со счётом 6:3 по сумме двух матчей.
| Андерлехт                        | 3:3     | Спарта Прага             |
| -------------------------------- | ------- | ------------------------ |
| ван Химст 60′ 65′ · Девриндт 83′ | (отчёт) | Машек 30′ 85′ · Мраз 89′ |

«Спарта Прага» одержала победу со счётом 6:5 по сумме двух матчей.
| Валюр          | 1:5     | Вашаш                                                       |
| -------------- | ------- | ----------------------------------------------------------- |
| Гуннарссон 85′ | (отчёт) | Мольнар 11′ · Паль 13′ · Матес 30′ · Варади 53′ · Ковач 72′ |

«Вашаш» одержал победу со счётом 11:1 по сумме двух матчей.
| Сент-Этьен | 1:0     | Бенфика |
| ---------- | ------- | ------- |
| Берета 10′ | (отчёт) |         |

«Бенфика» одержала победу со счётом 2:1 по сумме двух матчей.
| Айнтрахт Брауншвейг        | 2:0     | Рапид Вена |
| -------------------------- | ------- | ---------- |
| Грциб 38′ · Саборовски 43′ | (отчёт) |            |

«Айнтрахт Брауншвейг» одержал победу со счётом 2:1 по сумме двух матчей.
| Рапид Бухарест | 0:0     | Ювентус |
| -------------- | ------- | ------- |
|                | (отчёт) |         |

«Ювентус» одержал победу со счётом 1:0 по сумме двух матчей.

## Четвертьфинал
| Команда 1           | Итог | Команда 2    | 1-й матч | 2-й матч |
| ------------------- | ---- | ------------ | -------- | -------- |
| Манчестер Юнайтед   | 2:1  | Гурник Забже | 2:0      | 0:1      |
| Реал Мадрид         | 4:2  | Спарта Прага | 3:0      | 1:2      |
| Вашаш               | 0:3  | Бенфика      | 0:0      | 0:3      |
| Айнтрахт Брауншвейг | 3:31 | Ювентус      | 3:2      | 0:1      |

1 «Ювентус» одержал победу над «Айнтрахт Брауншвейг» в матче плей-офф со счётом 1:0 и вышел в полуфинал.

### Первые матчи
| Манчестер Юнайтед                | 2:0     | Гурник Забже |
| -------------------------------- | ------- | ------------ |
| Флоренский 60′ (авт.) · Кидд 90′ | (отчёт) |              |

| Реал Мадрид         | 3:0     | Спарта Прага |
| ------------------- | ------- | ------------ |
| Амансио 62′ 63′ 68′ | (отчёт) |              |

| Вашаш | 0:0     | Бенфика |
| ----- | ------- | ------- |
|       | (отчёт) |         |

| Айнтрахт Брауншвейг            | 3:2     | Ювентус                    |
| ------------------------------ | ------- | -------------------------- |
| Как 28′ · Дульц 37′ · Берг 38′ | (отчёт) | Как 10′ (авт.) · Сакко 81′ |

### Ответные матчи
| Гурник Забже   | 1:0     | Манчестер Юнайтед |
| -------------- | ------- | ----------------- |
| Любаньский 70′ | (отчёт) |                   |

«Манчестер Юнайтед» выиграл со счётом 2:1 по сумме двух матчей.
| Спарта Прага           | 2:1     | Реал Мадрид |
| ---------------------- | ------- | ----------- |
| Квашняк 36′ · Дыба 45′ | (отчёт) | Хенто 57′   |

«Реал Мадрид» выиграл со счётом 4:2 по сумме двух матчей.
| Бенфика                      | 3:0     | Вашаш |
| ---------------------------- | ------- | ----- |
| Эйсебио 48′ 70′ · Торриш 77′ | (отчёт) |       |

«Бенфика» выиграла со счётом 3:0 по сумме двух матчей.
| Ювентус               | 1:0     | Айнтрахт Брауншвейг |
| --------------------- | ------- | ------------------- |
| Берчеллина 88′ (пен.) | (отчёт) |                     |

По сумме двух матчей между «Ювентусом» и «Айнтрахт Брауншвейг» зафиксирована ничья 3:3.
| Ювентус       | 1:0     | Айнтрахт Брауншвейг |
| ------------- | ------- | ------------------- |
| Магнуссон 56′ | (отчёт) |                     |

«Ювентус» выиграл в матче плей-офф со счётом 1:0.

## Полуфиналы
| Команда 1         | Итог | Команда 2   | 1-й матч | 2-й матч |
| ----------------- | ---- | ----------- | -------- | -------- |
| Манчестер Юнайтед | 4:3  | Реал Мадрид | 1:0      | 3:3      |
| Бенфика           | 3:0  | Ювентус     | 2:0      | 1:0      |

### Первые матчи
| Манчестер Юнайтед | 1:0     | Реал Мадрид |
| ----------------- | ------- | ----------- |
| Бест 36′          | (отчёт) |             |

| Бенфика                  | 2:0     | Ювентус |
| ------------------------ | ------- | ------- |
| Торриш 64′ · Эйсебио 70′ | (отчёт) |         |

### Ответные матчи
| Реал Мадрид                         | 3:3     | Манчестер Юнайтед                         |
| ----------------------------------- | ------- | ----------------------------------------- |
| Пирри 32′ · Хенто 41′ · Амансио 45′ | (отчёт) | Соко 44′ (авт.) · Сэдлер 73′ · Фоулкс 78′ |

«Манчестер Юнайтед» выиграл со счётом 4:3 по сумме двух матчей.
| Ювентус | 0:1     | Бенфика     |
| ------- | ------- | ----------- |
|         | (отчёт) | Эйсебио 66′ |

«Бенфика» выиграла со счётом 3:0 по сумме двух матчей.

## Финал
| Бенфика   | 1:4 (доп. вр.) | Манчестер Юнайтед                      |
| --------- | -------------- | -------------------------------------- |
| Граса 79′ | (отчёт)        | Чарльтон 53′ 99′ · Бест 92′ · Кидд 94′ |

| Бенфика | Манчестер Юнайтед |